# Carpinus dayongiana
Carpinus dayongiana är en björkväxtart som beskrevs av K.W.Liu och Q.Z.Lin. Carpinus dayongiana ingår i släktet avenbokar, och familjen björkväxter. Inga underarter finns listade.